# 陈小平 (1956年)
陈小平（1956年—），男，山东人，中国体育学者，前清华大学教授，曾任跳水辅助训练室主任。現任宁波大学体育学院副院长。陳為德国科隆体育大学（German Sport University Cologne）体育科学博士，主要从事运动训练研究。2001年起，由他主理的国家和省部级研究课题共有19项，另亦出版過著作及合著共5部並发表了超過70篇学术论文。

## 教育背景
- 德国科隆体育大学体育教育训练学博士学位（1999年）
- 沈阳体育学院体育教育训练学硕士学位（1985年）
- 山西大学体育教育学士学位（1982年）

## 工作经历
- 2010-今      宁波大学体育学院副院长
- 2000－2010年 清华大学体育部 讲师～教授
- 1990－1992年 德国卡尔斯鲁厄大学体育系进修
- 1985－1990年 北京体育大学田径教研室 讲师

## 其他職務
- 中国体育科学学会运动训练学分会委员
- 北京市体育科学学会运动训练学分会主任委员
- 国家体育总局备战2008年奥运会专家组成员
- 国家网球队备战2012年奥运会科研负责人
- 国家帆船帆板队备战2012年奥运会科研负责人
- 广东水上船艇训练基地科研顾问
- 山西大学体育学院客座教授
- 中北大学体育学院兼职教授。[1]